# Aster (genre)
Pour les articles homonymes, voir Aster.
Genre
Classification phylogénétique
Aster (du grec ancien : ἀστήρ / astḗr, « étoile », par analogie avec la forme de l'inflorescence) est un genre de plantes dicotylédones de la famille des Asteraceae (anciennement dénommées composées), très important par le nombre d'espèces (environ 600) et de variétés. Il s'agit de plantes vivaces à floraison automnale. En général, les asters sont rustiques et faciles à cultiver.

## Principales espèces
- Aster acuminatus Michx.
- Aster alpigenus (Torr. et Gray) Gray
- Aster alpinus L. - Aster des Alpes
- Aster amellus - Aster Amelle
- Aster baldwinii Torrey et Gray
- Aster bellidiastrum (L.) Scop. - Aster fausse-pâquerette
- Aster bellus Blake
- Aster ×blakei (Porter) House (pro sp.)
- Aster brickellioides Greene
- Aster campestris Nutt.
- Aster chilensis Nees
- Aster ciliolatus
  - Aster ciliolatus var. ciliolatus Lindl.
  - Aster ciliolatus var. maccallii (Rydb.) A.G. Jones
- Aster cordifolius L.
- Aster diplostephioides (DC.) Benth. ex C.B.Clarke
- Aster divaricatus
- Aster drummondii Lindl.
- Aster dumosus L.
- Aster ericoides L. - Aster fausse bruyère
- Aster falcatus Lindl.
- Aster foliaceus Lindl. ex DC.
- Aster fragilis Willd.
- Aster glaucodes Blake
- Aster incisus
- Aster kingii D.C. Eat.
- Aster koraiensis
- Aster laevis L. - Aster lisse
- Aster lateriflorus (L.) Britt.
- Aster ledophyllus (Gray) Gray
- Aster linariifolius L.
- Aster linosyris (L.) Bernh.
- Aster macrophyllus L.
- Aster nemoralis Aiton
- Aster occidentalis (Nutt.) Torr. et Gray
- Aster oolentangiensis Riddell
- Aster oregonensis (Nutt.) Cronq.
- Aster paludosus Ait.
- Aster patens Ait.
- Aster pilosus Willd.
- Aster praealtus Poir.
- Aster pringlei
- Aster ptarmicoides Nees
- Aster puniceus L.
- Aster pyrenaeus - Aster des Pyrénées
- Aster radula Ait.
- Aster sagittifolius Willdenow
- Aster ×salignus Willd.
- Aster schreberi - Aster de Schreber
- Aster sericeus Vent.
- Aster sibiricus L.
  - Aster sibiricus var. pygmaeus (Lindl.) Cody
  - Aster sibiricus var. sibiricus L.
- Aster spathulifolius - Haeguk
- Aster spectabilis Ait.
- Aster subspicatus Nees
- Aster subulatus Michx.
- Aster tataricus L. f.
- Aster tongolensis
- Aster trigonicus Burgess
- Aster tripolium - Aster maritime
- Aster umbellatus P. Mill. - Aster à ombelles
- Aster undulatus L.
- Aster ursinus Burgess
- Aster ×versicolor Willd. (pro sp.)

## Espèces retirées du genre
Certaines espèces ont été retirées de ce genre, au profit d'autres genres. Tous les auteurs ne sont pas en accord avec cette révision.
- Pour Aster lanceolatus Willd., voir Symphyotrichum lanceolatum (Willd.) G.L.Nesom
- Pour Aster novae-angliae L., voir Symphyotrichum novae-angliae (L.) G.L.Nesom (Aster de Nouvelle-Angleterre)
- Pour Aster novi-belgii L., voir Symphyotrichum novi-belgii (L.) G.L.Nesom

## Culture
Certaines espèces sont sensibles au mildiou et, surtout, à l'oïdium.
On peut semer d'avril à juin, valable pour l'aster des Alpes, en pleine terre, en évitant le plein soleil. Repiquage à l'automne ou au printemps. La floraison n'a lieu que l'année suivant le semis.
L'aster préfère les sols légers, bien drainés et pas trop riches et un emplacement en plein soleil ou mi-ombre.

## Utilisation
L'aster se plante dans les bordures, les rocailles, les jardinières.

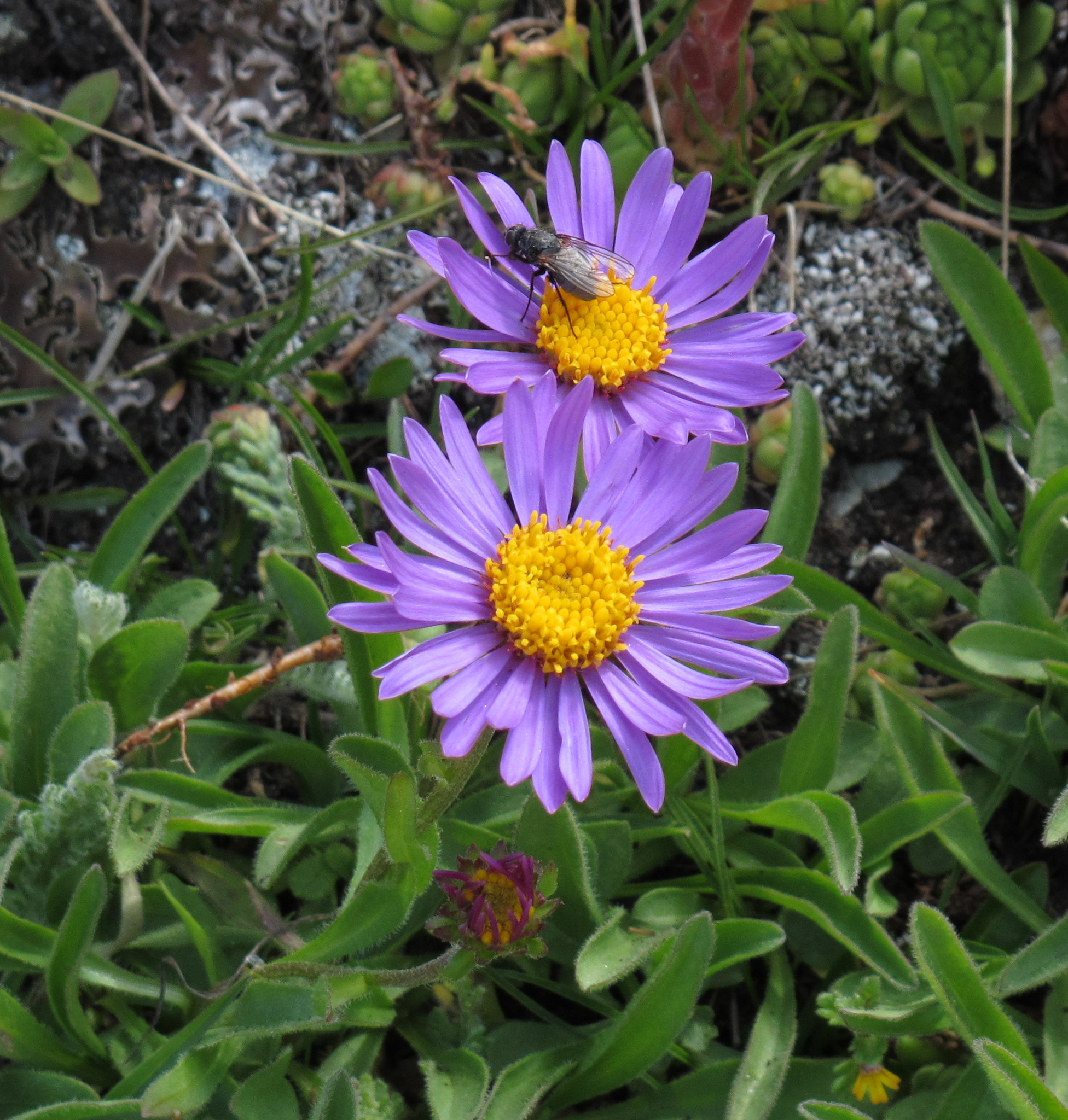
Aster alpinus.
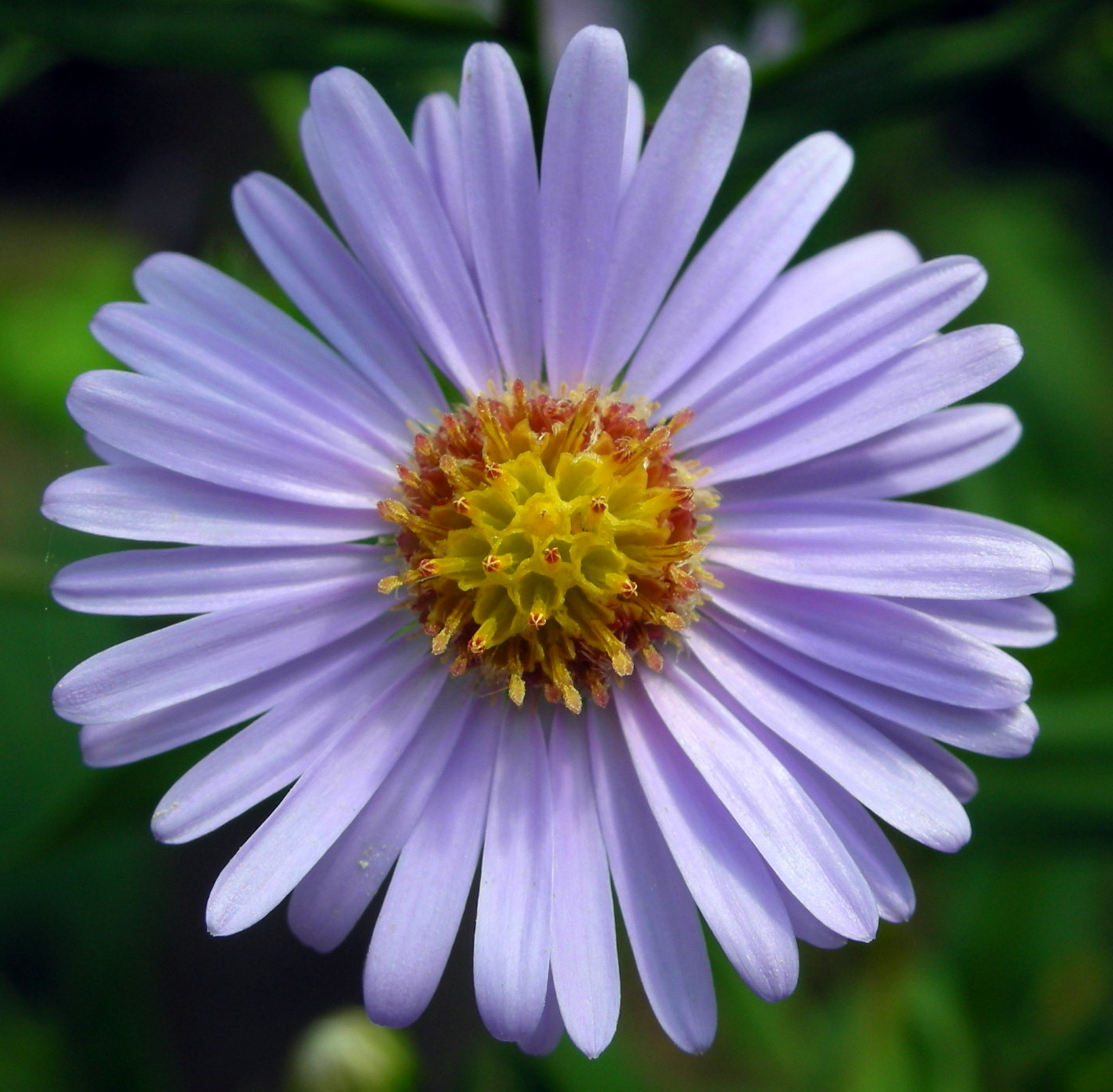
Aster tataricus.
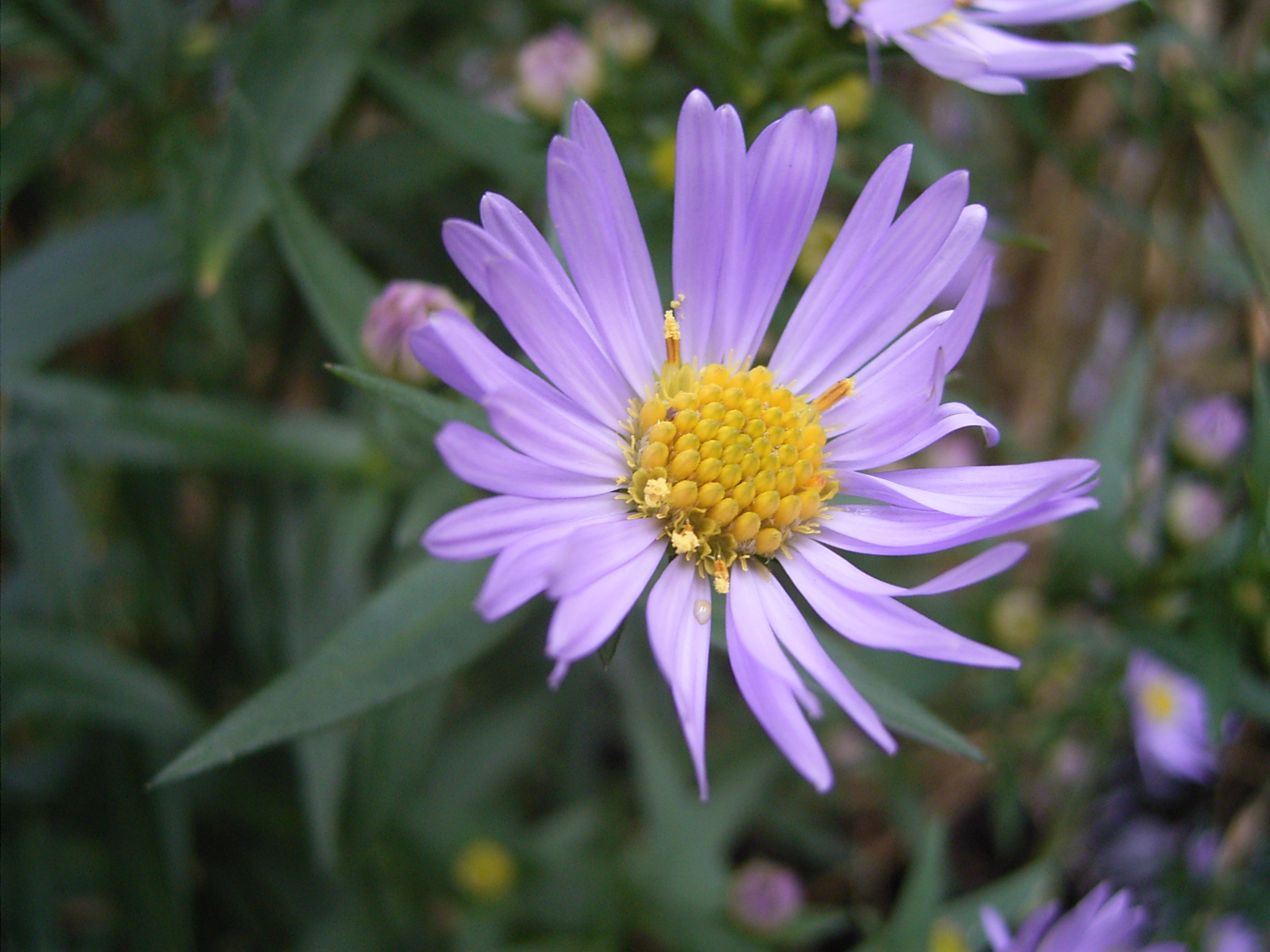
Aster novi-belgii.
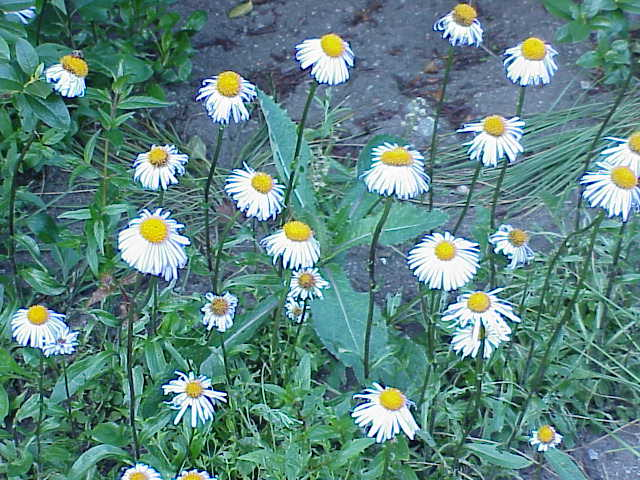
Aster tongolensis.
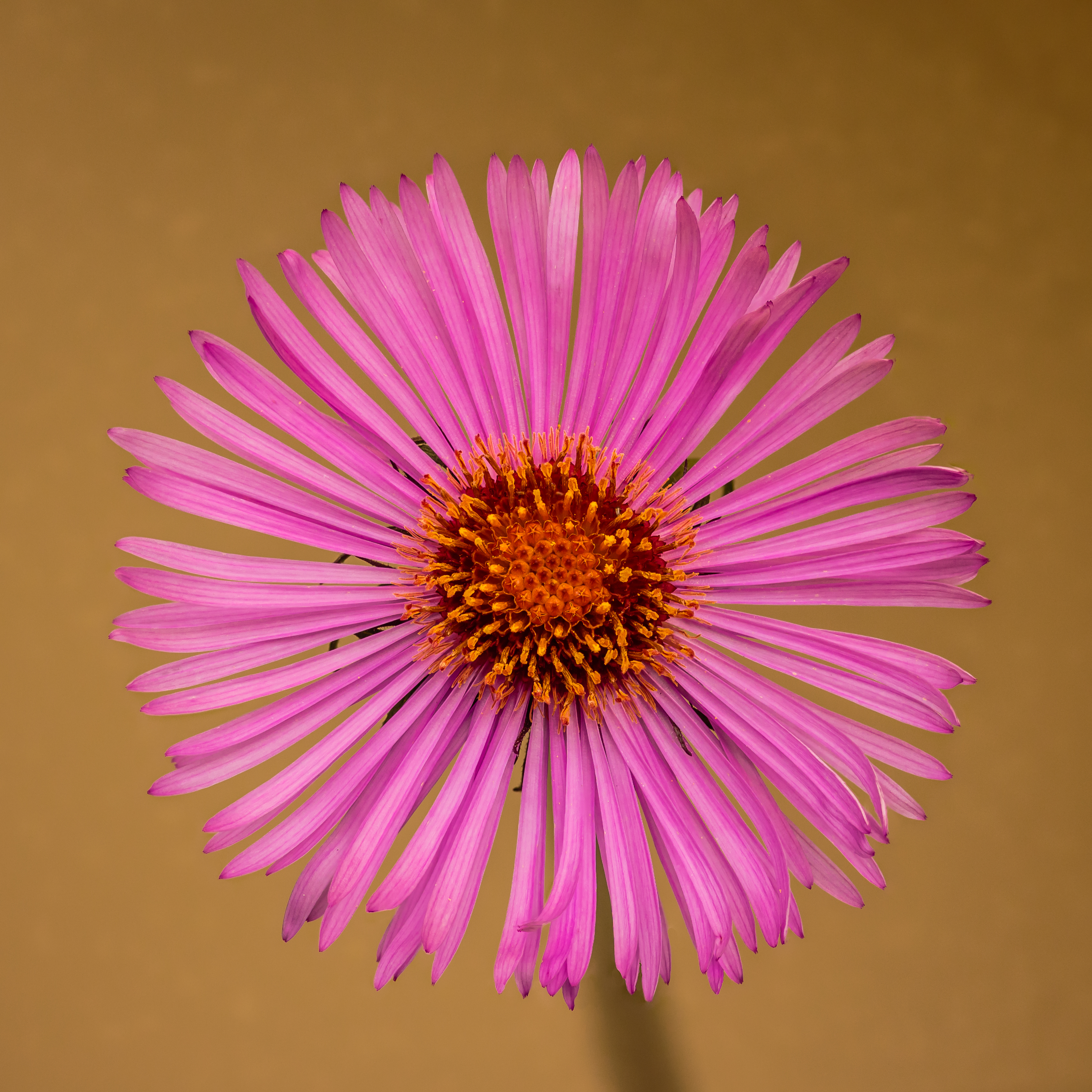
Fleur d'aster en Hollande en automne. Son diamètre est d'environ 5cm. Septembre 2021.

## L'aster dans la culture

### Langage des fleurs
Dans le langage des fleurs, l'aster symbolise l'amour confiant.

### Mythologie
L'aster apparait dans plusieurs histoires de la mythologie grecque :
- Quand Zeus, las des guerres et disputes des mortels, déclencha le Déluge, cela bouleversa tant Astrée, la déesse de la justice, qu'elle quitta la terre pour devenir la constellation de la Vierge. Mais, en voyant du ciel la destruction alors que les eaux de crue se retiraient, elle pleura pour la perte de tant de vies. Ce sont ces larmes qui, en tombant sur terre, se transformèrent en la belle fleur d'aster.

- Une autre légende dit que les asters se sont formés lorsqu'Astrée (Virgo) a dispersé de la poussière d'étoiles sur la Terre. Partout où la poussière d'étoiles se posa, des fleurs d'aster fleurirent.

- Thésée, fils d'Égée, avait promis à son père qu'il changerait la voile noire de son navire par une blanche quand il rentrerait après avoir tué le Minotaure. Mais il oublia de changer sa voile en revenant à Athènes après sa victoire. Apercevant le navire avec une voile noire, Égée crut son fils mort et se suicida. Des asters fleurirent là où son sang a imbibé la terre.

Les asters étaient sacrés pour les anciens Grecs qui les utilisaient dans des couronnes et guirlandes pour décorer les autels. Ils brûlaient des feuilles d'aster pour éloigner les serpents et les mauvais esprits.
L'aster est aussi un symbole d'Aphrodite (Vénus), la déesse de l'amour.